# Leptothelaira latistriata
Leptothelaira latistriata är en tvåvingeart som beskrevs av Hiroshi Shima 1988. Leptothelaira latistriata ingår i släktet Leptothelaira och familjen parasitflugor.
Artens utbredningsområde är Nepal. Inga underarter finns listade i Catalogue of Life.